# USS LST-946
O USS LST-946 foi um navio de guerra norte-americano da classe LST que operou durante a Segunda Guerra Mundial.